# Chilobrachys natanicharum
Chilobrachys natanicharum es una especie de tarántula del género Chilobrachys, de la familia Theraphosidae, orden Araneae. Fue descrita por Chomphuphuang, Sippawat, Sriranan, Piyatrakulchai & Songsangchote en 2023.
Se distribuye por Asia: Tailandia. Fue publicada en A new electric-blue tarantula species of the genus Chilobrachys Karsh, 1892 from Thailand (Araneae, Mygalomorphae, Theraphosidae). ZooKeys 1180: 105-128.